# Ozero Kontorskoje
Ozero Kontorskoje (ryska: Озеро Конторское) är en sjö i Belarus.   Den ligger i voblasten Vitsebsks voblast, i den norra delen av landet, 220 km norr om huvudstaden Minsk. Ozero Kontorskoje ligger 130 meter över havet.
I omgivningarna runt Ozero Kontorskoje växer i huvudsak blandskog. Runt Ozero Kontorskoje är det ganska tätbefolkat, med 72 invånare per kvadratkilometer.